# Jan Błasiński
Jan Błasiński herbu Błosina (ur. 3 grudnia 1913, zm. 28 listopada 2011 w Warszawie) – pułkownik Wojska Polskiego, kawaler Orderu Virtuti Militari.

## Życiorys
Absolwent Szkoły Podchorążych Kawalerii w Grudziądzu. Na stopień podporucznika został mianowany ze starszeństwem z 15 października 1936 i 12. lokatą w korpusie oficerów kawalerii. W marcu 1939 pełnił służbę w 25 pułku ułanów w Prużanie na stanowisku dowódcy plutonu w 2. szwadronie.
Ranny w kampanii wrześniowej 1939. Podczas walki z Niemcami dostał się do Oflagu II C Woldenberg, gdzie razem z byłym dowódcą 25 pułku Ułanów Wielkopolskich płk. Witoldem Morawskim brał udział w konspiracji obozowej. W 1948 roku został odznaczony przez generała Władysława Andersa Orderem Virtuti Militari. Nie wstąpił już do wojska, ponieważ uważał, że jest to wojsko okupacyjne na usługach sowieckich. Był czynny w Duszpasterstwie Weteranów Kawalerii i Artylerii Konnej, które powstało w Warszawie w 1969 roku. W 1991 roku Ministerstwo Obrony Narodowej zwróciło się do Duszpasterstwa z prośbą, aby tradycja wojska II Rzeczypospolitej została przekazana obecnym Siłom Zbrojnym. Jan Błasiński był ponadto zaangażowany w działalność „Solidarności”, zakładał jej struktury w powiecie buskim, był represjonowany i internowany. Całe życie walczył o przywrócenie ciągłości konstytucyjnej z II Rzecząpospolitą i rozliczenie zbrodni komunizmu.
Był prezesem Stowarzyszenia Kombatantów – Duszpasterstwa Weteranów Kawalerii i Artylerii Konnej w Warszawie. Autor książek o tematyce wojskowej, m.in. Z dziejów kawalerii II Rzeczypospolitej, 25. Pułk Ułanów Wielkopolskich. Pochowany na Cmentarzu Wojskowym na Powązkach w Warszawie (kwatera FII-9-4).

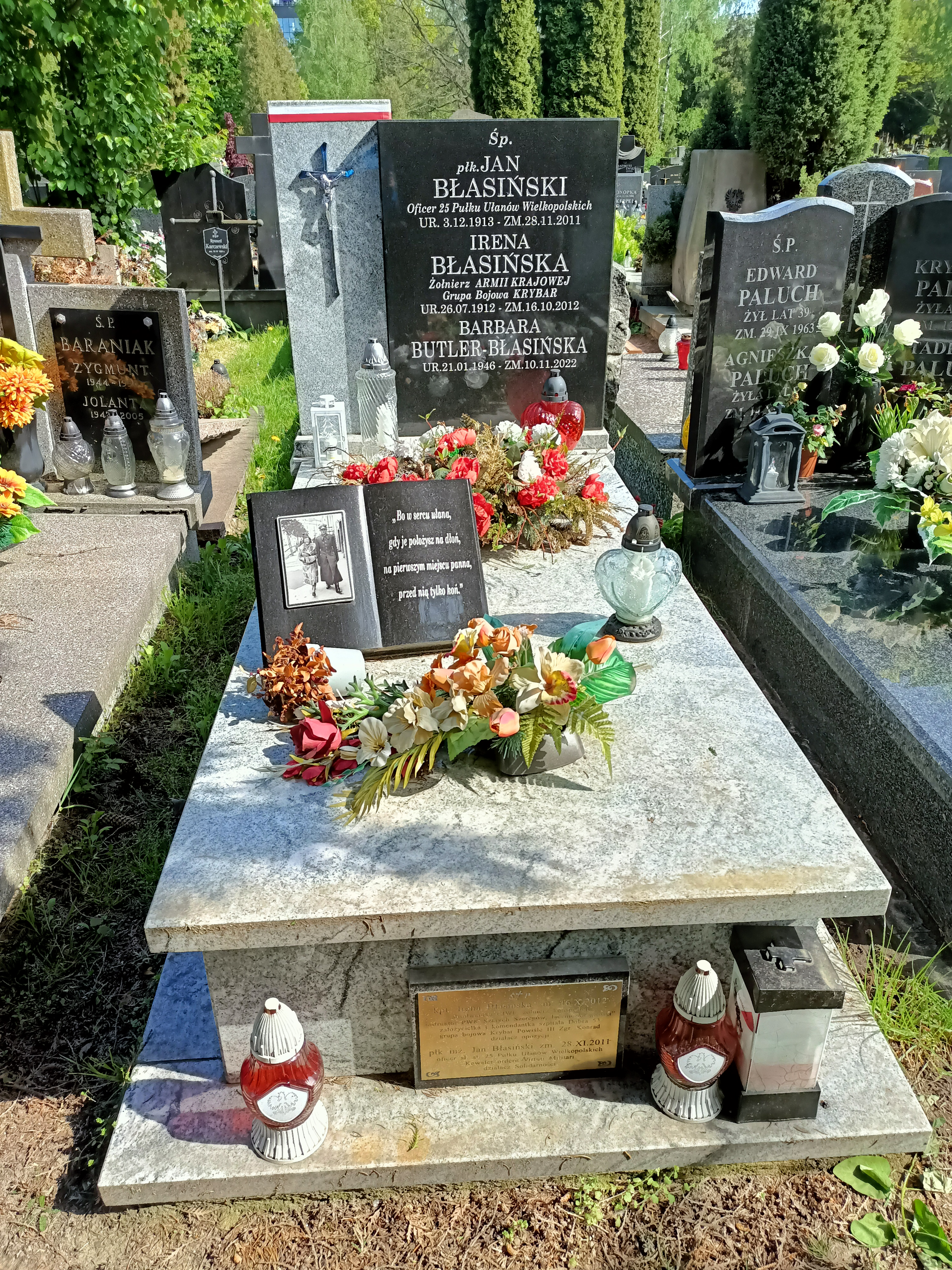
Nagrobek Jana i Ireny Błasińskich na Cmentarzu Wojskowym na Powązkach

## Życie prywatne
Jego kuzyn, ppłk Karol Błasiński (ps. „Reflektor”, „Rymarz”) walczył w powstaniu warszawskim; zginął najprawdopodobniej 6 sierpnia. Brat, Henryk Błasiński był profesorem na Politechnice Łódzkiej. Mąż Ireny z Kowalskich Błasińskiej, sanitariuszki z powstania warszawskiego, ps. „Rena” i ojciec dwóch córek – Barbary (1946) i Haliny (1950)

## Ordery i odznaczenia
- Order Virtuti Militari
- Krzyż Walecznych